# Palystes karooensis
Palystes karooensis là một loài nhện trong họ Sparassidae.
Loài này thuộc chi Palystes. Palystes karooensis được miêu tả năm 1996 bởi Croeser.